# 석토성
석토성(石吐城)은 남한강 상류지역 단양군 가은암산' 암릉에 석축한 산성으로 백제와 신라의 결사항전에서 신라가 대승한 난공불락의 성곽이다.

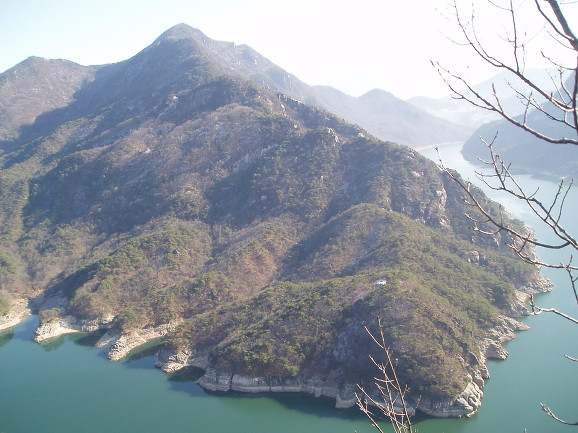
가은암산

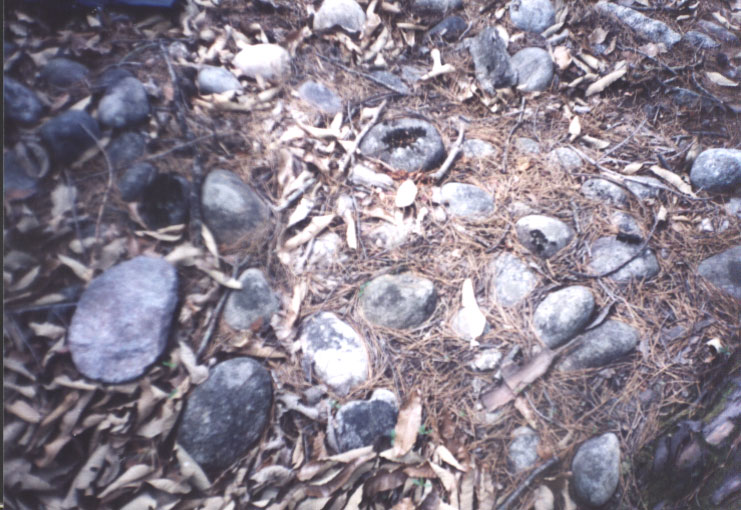
석토성 강돌

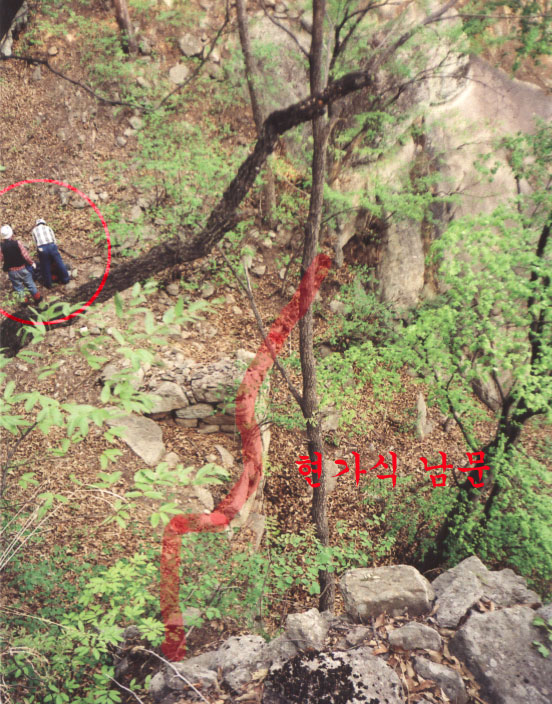
현가식 남문

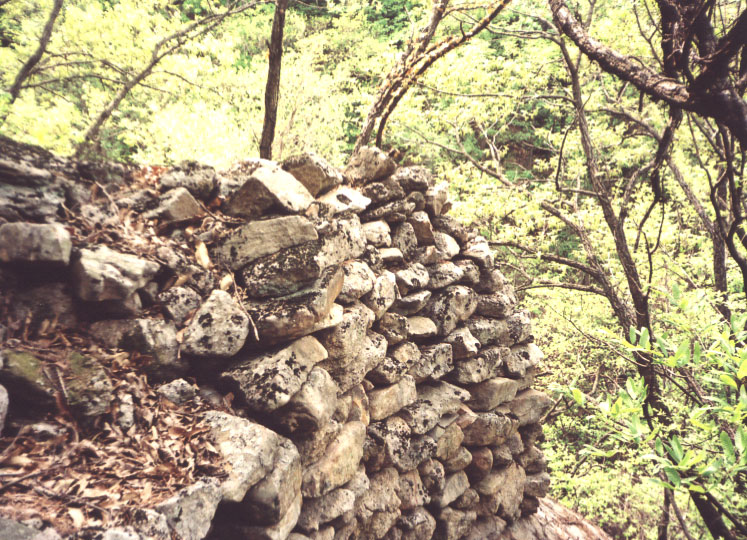
가은암성 서벽

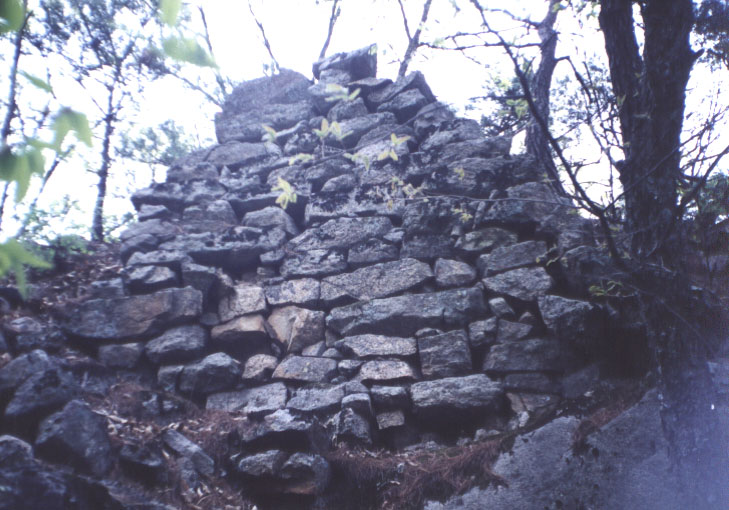
서벽 문지

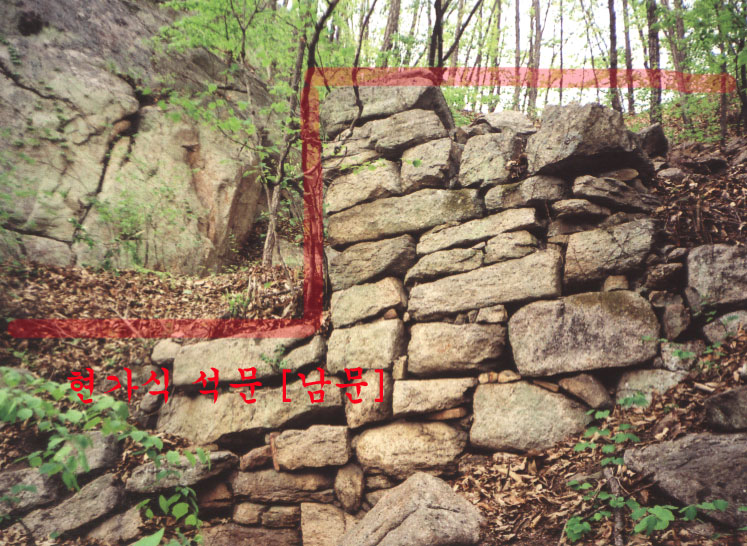
남문

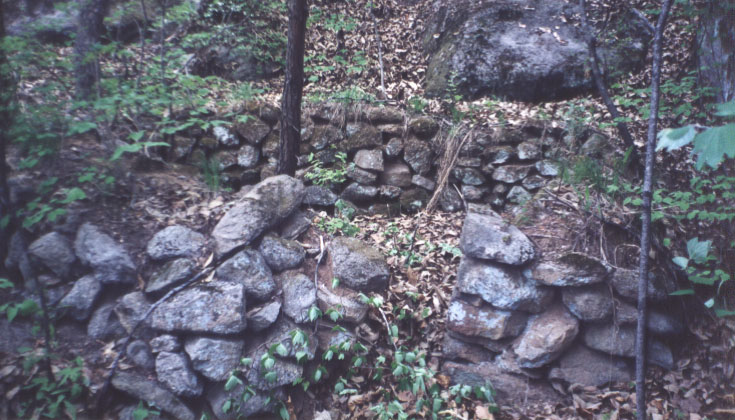
초소 망대

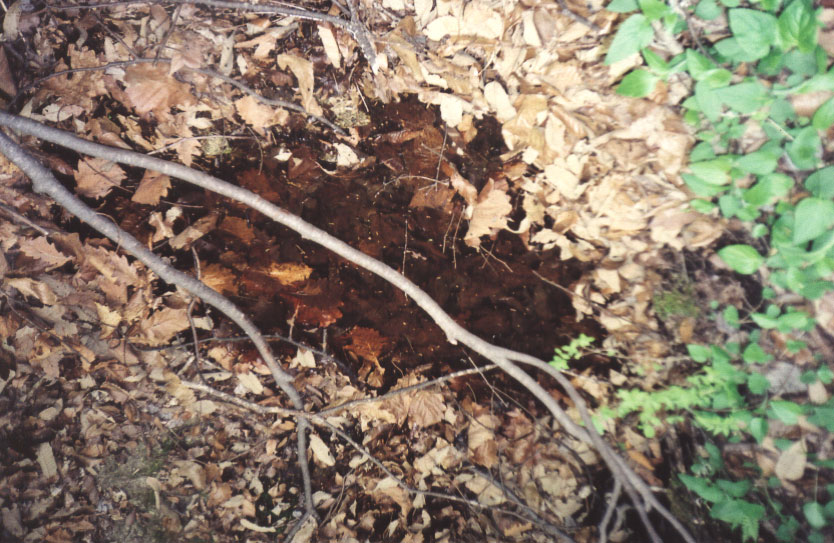
가은암산 샘

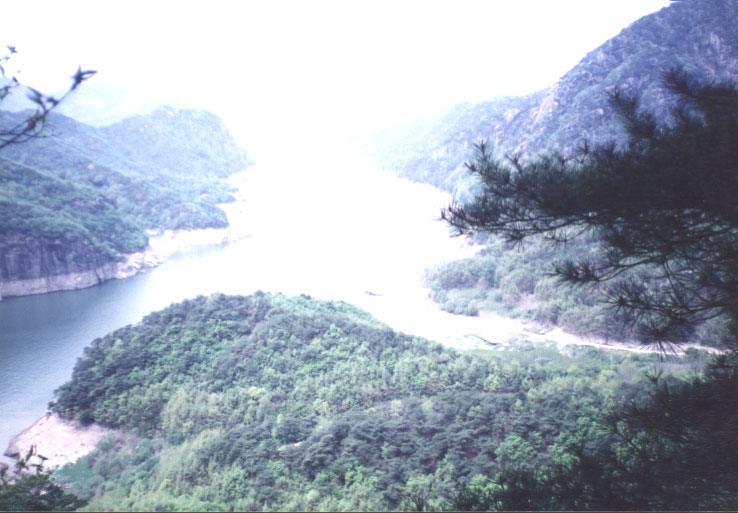
가은암산 옥순봉

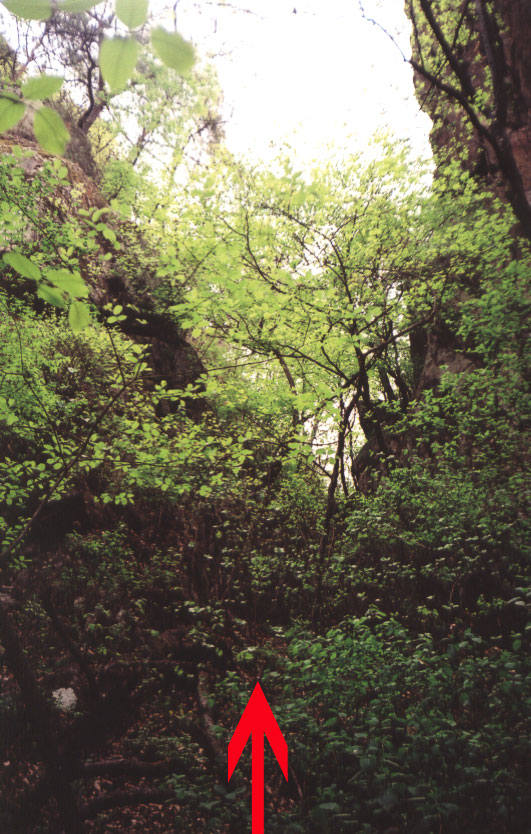
진격로

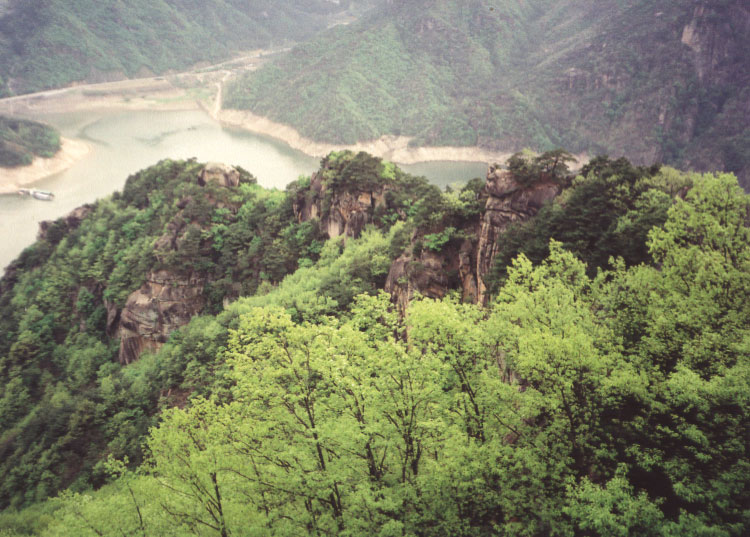
가은암산 석봉

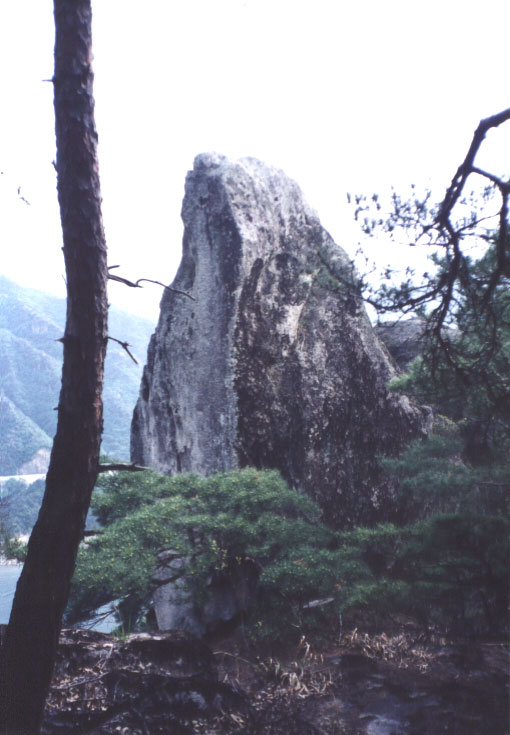
흔들바위

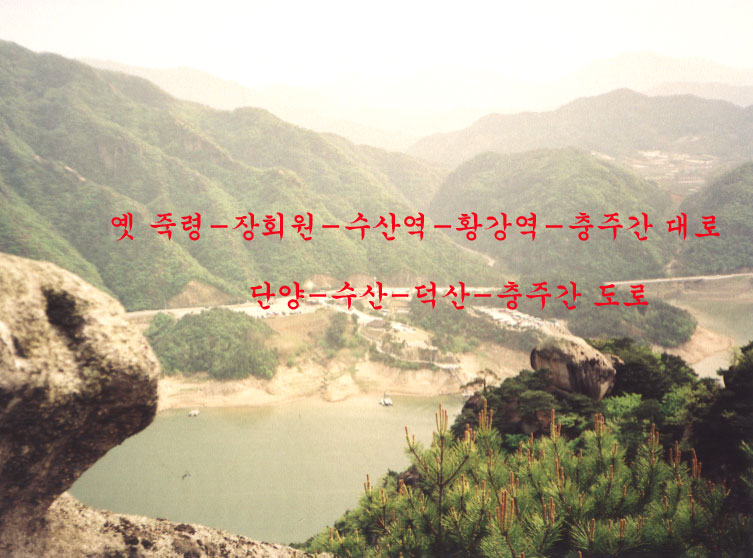
가은암산 도로

## 소재지
석토성(石吐城)은 충북 단양군 적성면 성곡리 가은암산(加隱巖山)에 소재하며, 좌표는 N36 56.462 E128 15.931이다.

## 전적사료
- 석토성(石吐城)[1]은 삼국의 이름이 있으나 미상으로 분류되어 지리적인 위치의 학설은 충북 진천군 문안산성(文案山城)으로 비정[2]하고 있지만, 삼국항쟁의 전적과 지리적으로 불합리하므로 《삼국사기》의 〈백제본기〉, 〈신라본기〉, 〈김유신 열전〉에 의거하여 성곽의 위치를 정립하는 단서를 제공한다.
- 백제 의자왕 9년(649) 가을 8월에, 의자왕은 좌장(左將) 은상(殷相)에게 정병(精兵) 7천명을 거느려서 파견하여 신라의 석토성(石吐城) 등 7성을 공취하게 하였다. 신라 장군 김유신(金庾信)과 진춘(陳春), 천존(天存), 죽지(竹旨) 등이 역습으로 공격하여 전세가 불리하므로, 흩어진 병사를 거두어 도살성(道薩城) 밑에서 주둔하여 다시 싸웠으나 아군(백제군)은 패배하였다.
- 신라 진덕왕 3년(649) 가을 8월에, 백제 장군 은상(殷相)이 군사를 거느리고 공격하여 석토성(石吐城) 등 7성을 함락시켰다. 왕은 대장군 김유신(金庾信)과 장군 진춘(陳春), 죽지(竹旨), 천존(天存) 등에게 출전을 명하여 적군을 상대하게 하였다. 이곳저곳에서 10여일 동안이나 싸웠으나 해결되지 않아서 도살성(道薩城) 밑에서 주둔하였다. 김유신은 모든 장병들에게 말하기를, “오늘은 반듯이 백제 사람의 첩자가 올 것이니, 너희들은 거짓으로 알지 못하는 척하여 감히 수하(誰何)하지 말아라!”고 하였다. 이에 호령하고 군중에게 말하기를, “방어벽을 견고히 하고 움직이지 말라! 내일 지원군이 오는 것을 기다린 연후에 결전하겠다.”라고 하였다. 첩자는 이 말을 듣고 돌아가서 은상에게 보고하자 은상 등은 병사가 증원될 것이라고 하면서 두려워하지 않을 수 없었다. 이에 김유신 등은 진격하여 크게 격파하여 장사(將士) 1백 명을 죽이거나 사로잡고 군졸 8,980명을 참살하였으며, 전마(戰馬) 1만 필을 획득하였고, 병장기와 같은 것은 수를 헤아릴 수가 없었다.[3]
- 신라군은 3군(三軍)을 나누어 5도로 그들을 진격했지만 서로의 승부가 열흘이 지나도록 해결되지 않아서 엎어진 시체가 들판에 가득하였고 흐르는 피에 절굿공이가 떴다.[4]

## 고증
- 석토성(石吐城)의 주변에 7성이 분포해야 하며, 석토성의 인접지역에 도살성(道薩城)이 실존해야 하며, 신라는 백제의 석토성을 함락하기 위하여 5도에 들판이 있는지 객관적인 소명에서 성곽의 지리적인 위치가 정립된다.
- 단양군 도락산에 소재한 도살성(道薩城) 주변의 근접지역에 삼국시대 주요 산성은 ①단양군 두음리 공문산성(貢文山城) 둘레 1,307m ②단양군 단성면 하방리 적성산성(赤城山城) 둘레 923m ③단양군 대강면 용부원리 용부원성(龍夫院城) 둘레 240m ④단양군 적성면 성곡리 가은음산성(加隱巖山城) 둘레 1,350m ⑤단양군 대강면 사동리 도솔산성(兜率山城) 충북지역 6개 골짜기 조망권 자연성벽 둘레 1,800m ⑥단양군 대강면 두음리 죽령산성(竹嶺山城) 461.5m ⑦단양군 적성면 애곡리 애곡리성(艾谷里城) 진도지역 둘레 900m 등이 분포한다.[5]
- 도살성(道薩城)에서 가은암산석성으로 향하는 주요 진격로는 단양지역에 불암계곡(佛巖溪谷) 가산리 방면, 직티 삼거리 방면, 죽령대로 적성 방면, 사작치 두항리 방면, 제천지역에 모녀재 장회리 방면 등이다.
- 죽령대로(竹嶺大路)의 죽령천(竹嶺川) 하구에 남한강변 적성(赤城) 일대 들판이 형성되었다.
- 도살성(道薩城) 주변에 분포한 성곽 가운데 석토성(石吐城)으로 비정하는 가은음산성(加隱巖山城)은 북북서향 직선거리로 약 10km의 지척에 소재한다.
- 가은암산석성(加隱巖山石城)이 단양군의 서쪽 13리에 있고, 둘레가 419보이며, 험준하고 성안에 샘이 3곳에 있는데, 가뭄을 만나면 마르며, 또 군창(軍倉)이 있다.[6]라는 사료에서 가은음산(加隱巖山)에 석성(石城)을 축성했다.
- 가은암산(加隱巖山)은 단양군 서쪽 17리에 있다.[7]라는 사료에서 산의 명칭으로 소명된다.
- 가은암산성(加隱巖山城)은 석축으로 둘레가 3천18척으로 지금은 모두 퇴락하였다. 성안에 3개의 샘이 있으며 험조하다. 고려 말기 제천, 청풍, 단양 사람이 이곳에서 왜적을 피하였다.[8]라는 사료에서 가은암산(加隱巖山)에서 따온 성의 명칭이 소명된다.
- 김일손(金馹孫 1464~1498)의 이요루기(二樂樓)에 강 북쪽 언덕 옆 낭떠러지 험한 곳을 수백보 오르면 성(城)이 있어서 사람이 숨을 만하므로 옛 이름이 가은암(可隱巖)이다.[9]라는 사료에서 바위에 숨을 수 있는 바위의 가은암(可隱巖)에서 가은암산(加隱巖山)의 변천은 전황(戰況)과 관련한 역사성이 없다.
- 단양군수로 부임한 이황(李滉)은 지지(地誌)에 이른바 가은암산(加隱巖山)이며, 가은성(可隱城)이 있다. 오직 이 한 구비가 모든 형승의 모운 것을 얻었으니 옛 사람이 가은(可隱)이라 이름한 것의 뜻이 이에 있음인 듯하다.[10]라는 자료에서 가은암산(加隱巖山)의 산명에서 비롯한 가은성(可隱城)은 바위에서 은둔이 가(可)한 뜻이다.
- 가은암고성(可隱巖古城)[11]의 명칭은 김일손의 가은암(可隱巖)에서 연원했다.
- 가은암산석성(加隱巖山石城)[12]에 의거 산명에 석성(石城)을 부여하여 역사성이 없으며, 석토성(石吐城)의 돌 석(石)자와 토할 토(吐)자는 바위산에 은둔이 가능(可能)한 석토성(石吐城)이 부합한다.
- 가은암산성(加隱巖山城)은 바위 암(巖)자는 돌 석(石)자와 같은 의미이며, 가은암(加隱巖)은 석봉 사이마다 요철(凹凸)이 심한 부분에 석축하여 석토성(石吐城)으로 정립된다.[13]

## 자연환경
- 1980년 당시 강안(江岸)에는 절벽을 이루어 평지(平地)가 전혀 없으며 강을 건너면 바로 가은암성(加隱巖城)으로 올라가게 된다.
- 성안에는 속칭 흔들바위의 거대한 기암(奇巖)은 옛날 성을 쌓고 파수를 보았었다고 전한다. 한강 상·하류쪽과 건너편이 한눈에 바라보여 일단 유사시 대적(對敵)한다면 1석 2조를 노릴 수 있는 천험의 요충이다.[14]
- 석성에서 강 건너 죽령대로(竹嶺大路)는 단양 장회원(長會院)과 청풍 권일원(權一院)에서 숙식하면서 한강 수로의 수운(水運)과 연계하거나 육로로 수산역(壽山驛)에서 청풍 황강역(黃江驛)을 지나서 충주 방면으로 통행하였다.[15][16]
- 충주댐 수몰전 단양군 장회리에서 곡류하는 장회탄의 강변길에서 옥계(玉溪)로 거슬러 올라가면서 수산면 성리(城里)에 가혜성(加兮城)과 단양군 성곡리(城谷里)에 석토성(石吐城)이 분기하였다.

## 유적과 유물
- 강 건너 남쪽편의 적군에 대항하면서 한강상류 단양과 한강하류 청풍과 충주 방면에서 적군의 진로를 차단하기 위하여 축성한 석성(石城)이다.
- 삼국시대 축성한 남문(南門)과 북문(北門)의 통용문(通用門)이며, 삼국기에 잘룩한 능선에만 드문드문 축성하는 축성법으로 고대 석전용(石戰用)의 천석(川石), 삼국기 평와편(平瓦片)을 수습하였다.[17]
- 성안에서 건물지가 있고, 맷돌의 저부편과 전편(塼片)이 발견되고, 일제침략기 큰 무쇠솥이 반출되었다.[18]
- 성안에서 토기편과 각 시대의 적갈색, 흑회색, 회색의 암수키와편과 투석전(投石戰)에 사용한 강돌이 대거 산재한다.[19]

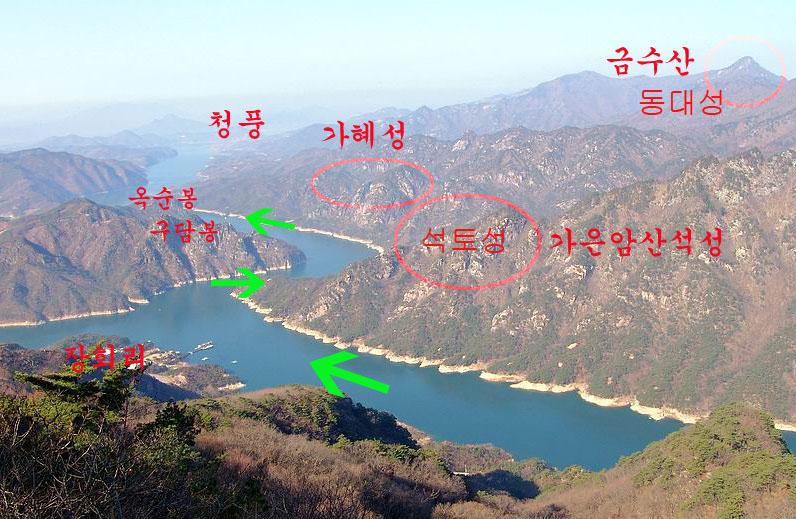
연비산에서 본 석토성
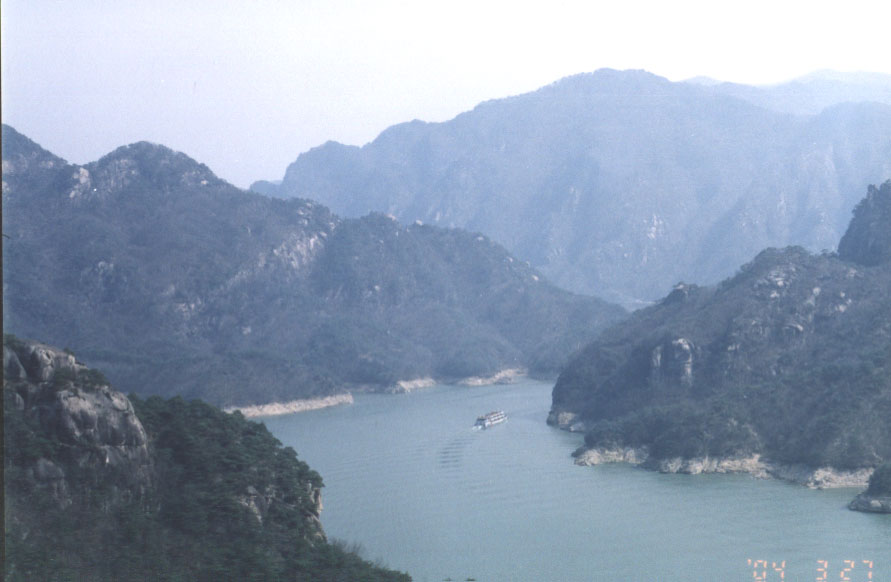
가혜성에서 본 석토성
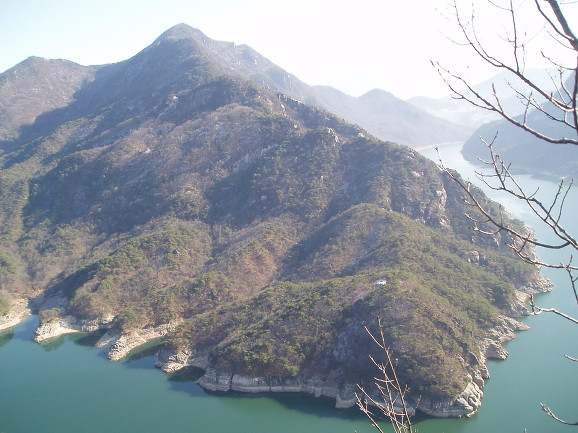
구담봉에서 본 석토성
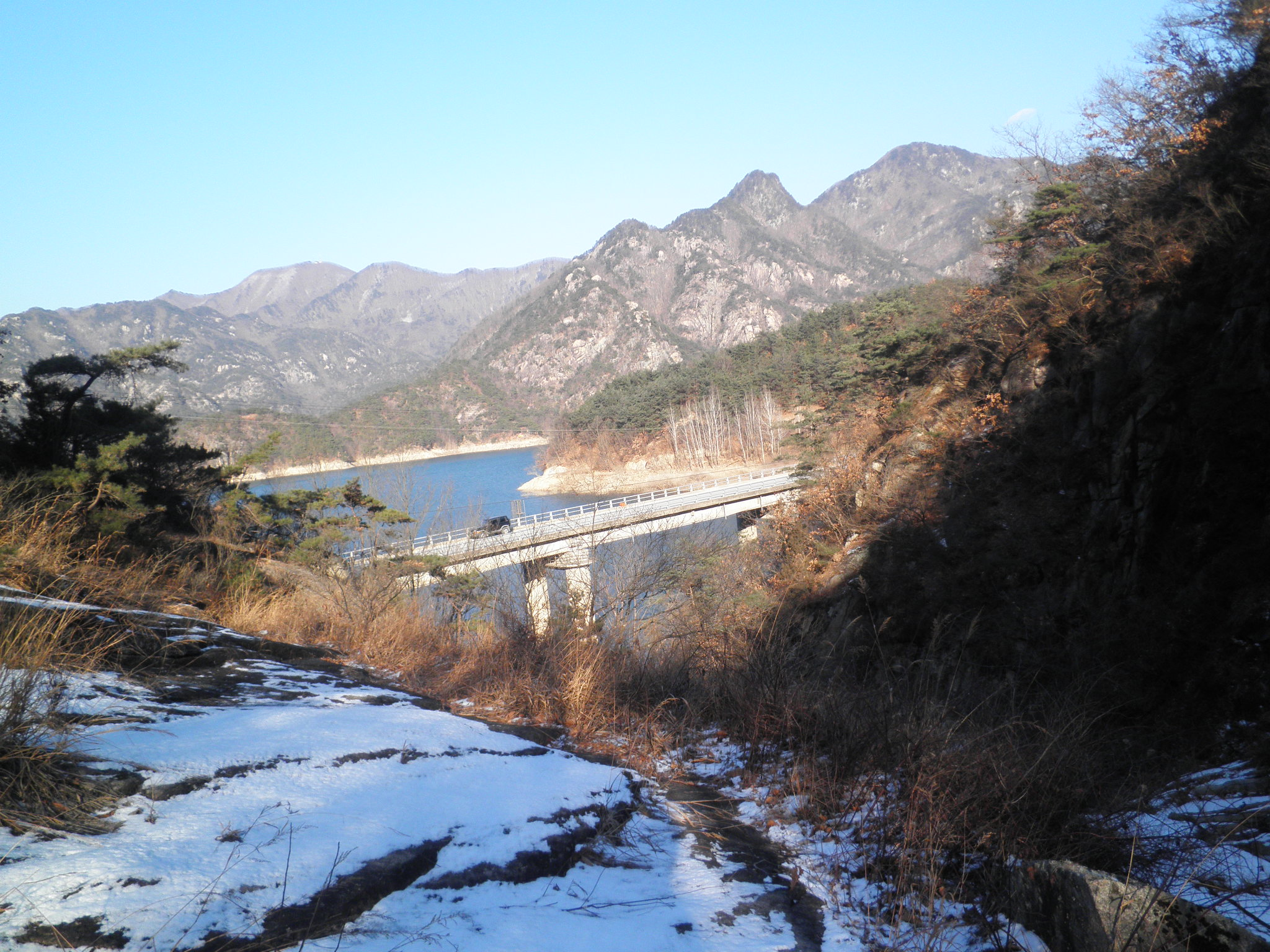
두항리에서 본 석토성
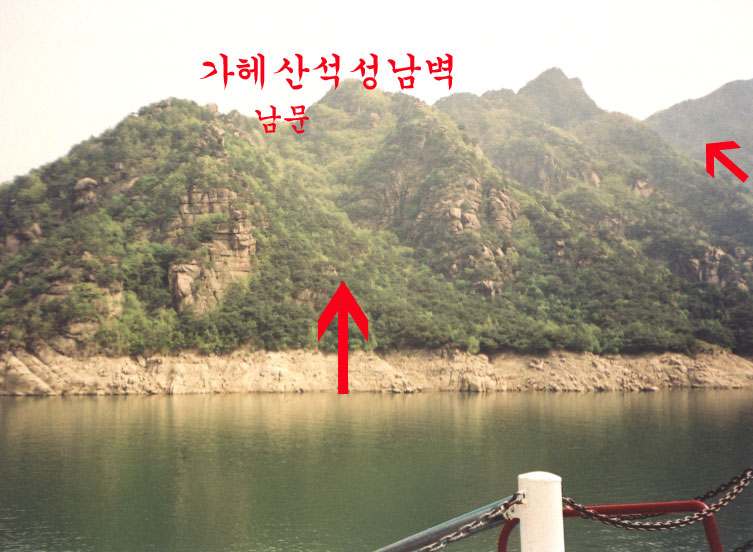
장회리에서 본 석토성 남문
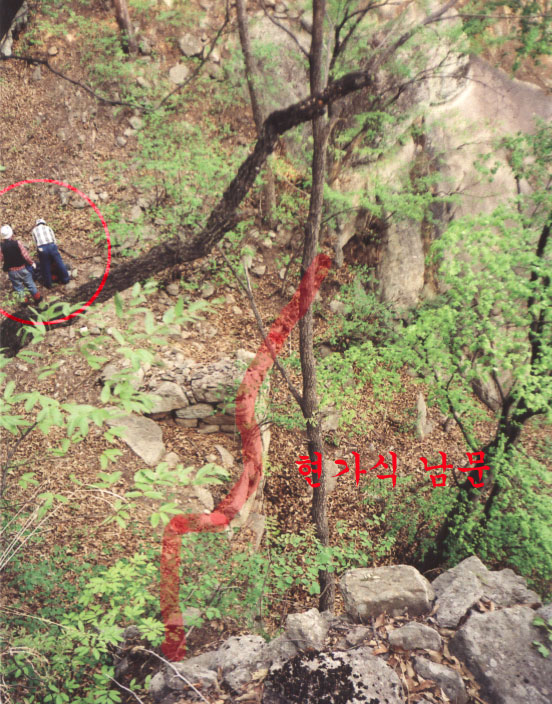
석토성 헌가식 남문
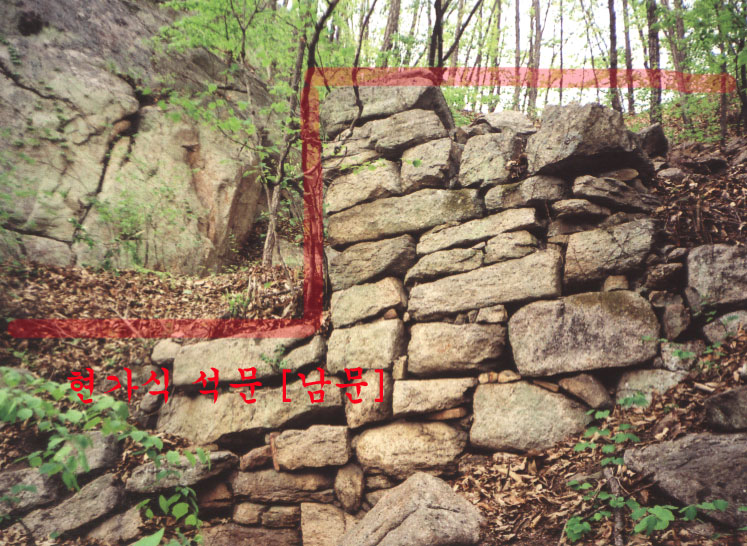
석토성 헌가식 남문 석축
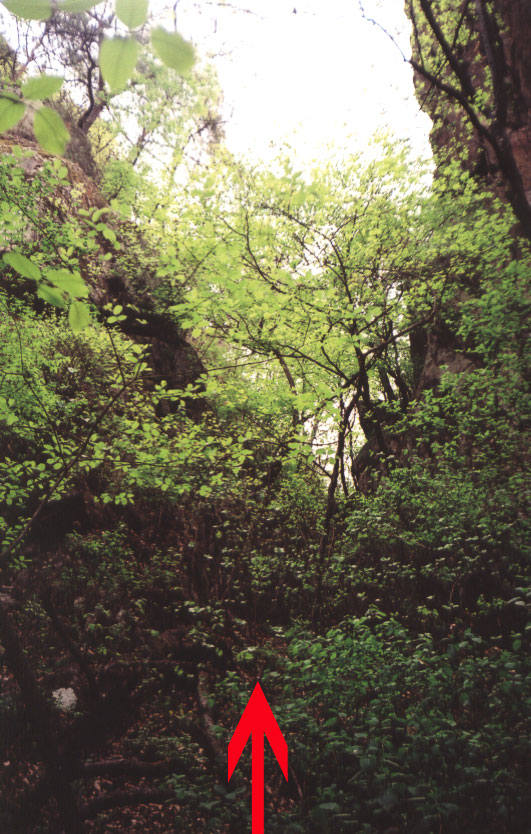
가은암산 석토성 진격로
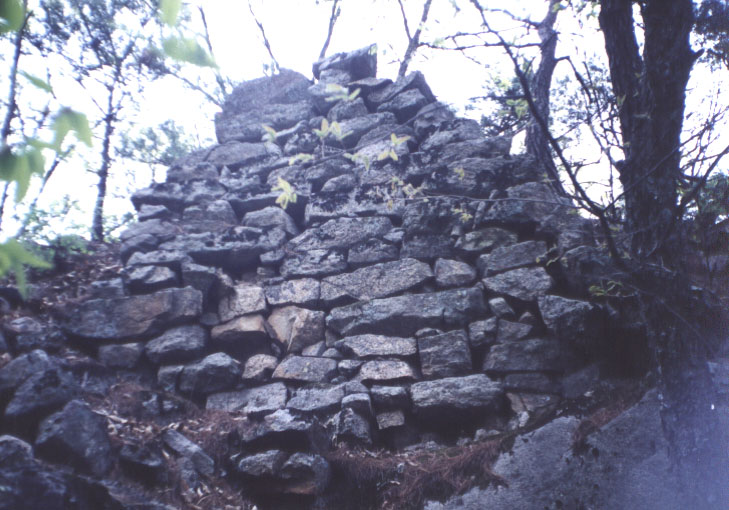
석토성 북문 석축
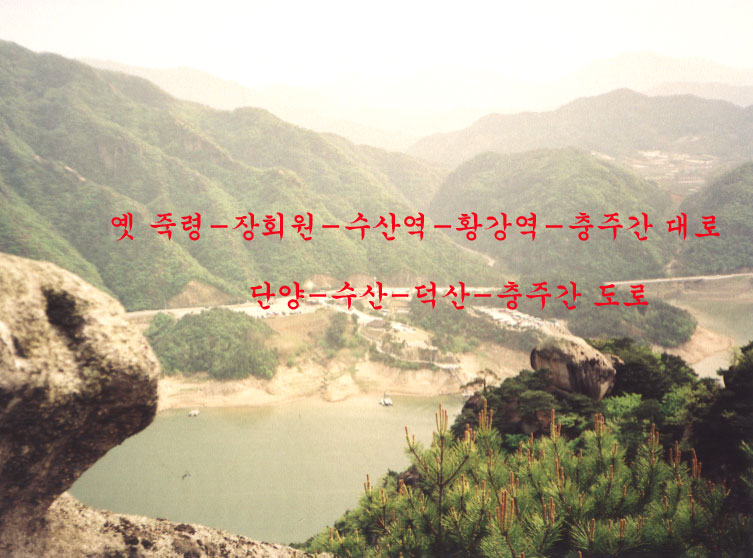
장회리 옛 죽령대로
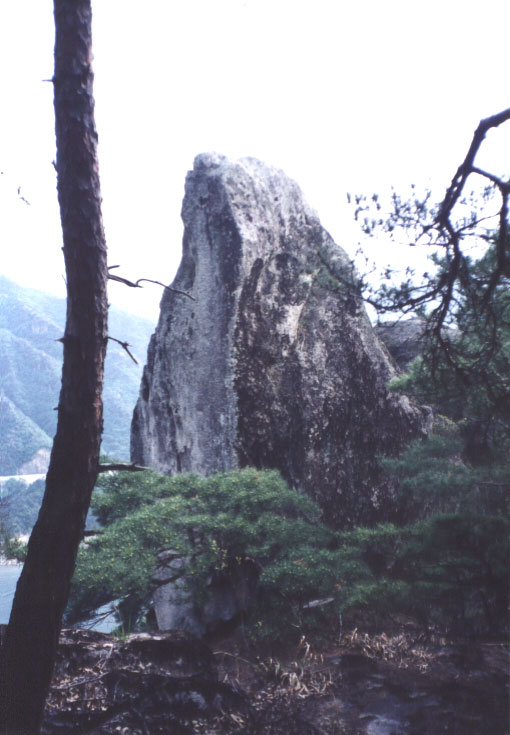
석토성 성벽 사이 흔들바위
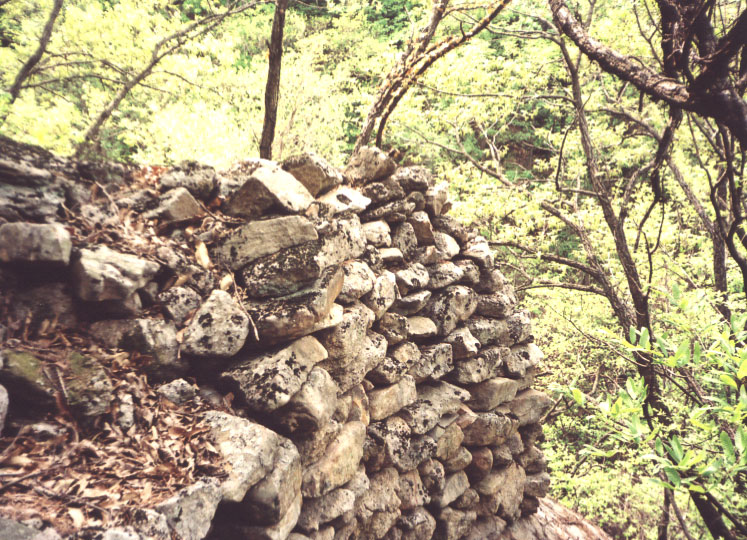
석토성 서벽 석축
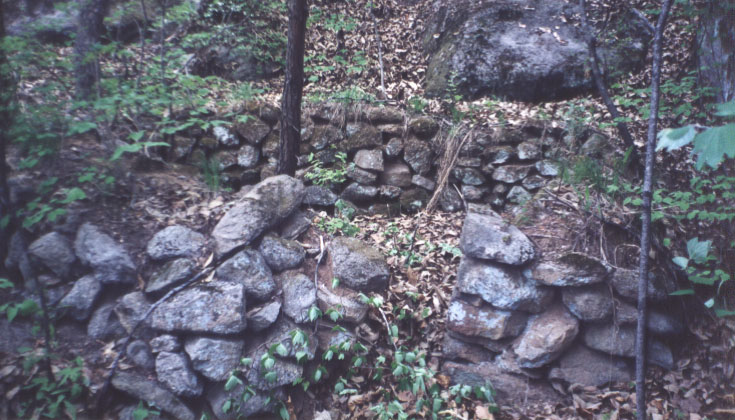
석토성 방형초소 석축
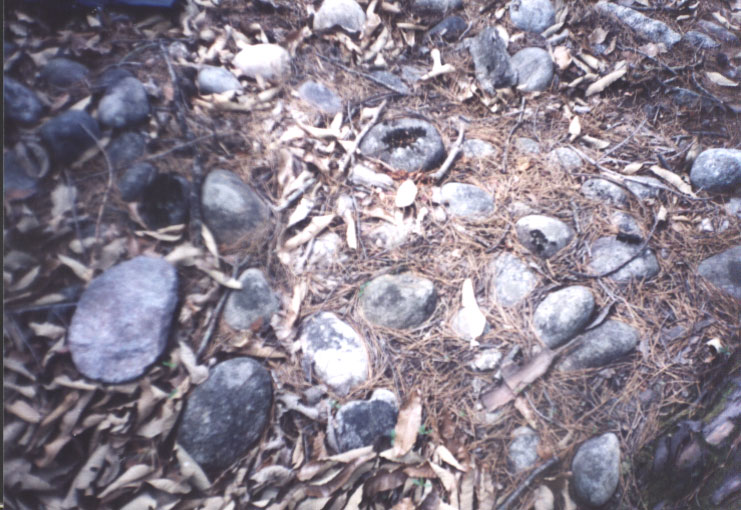
투석전 사용 강돌
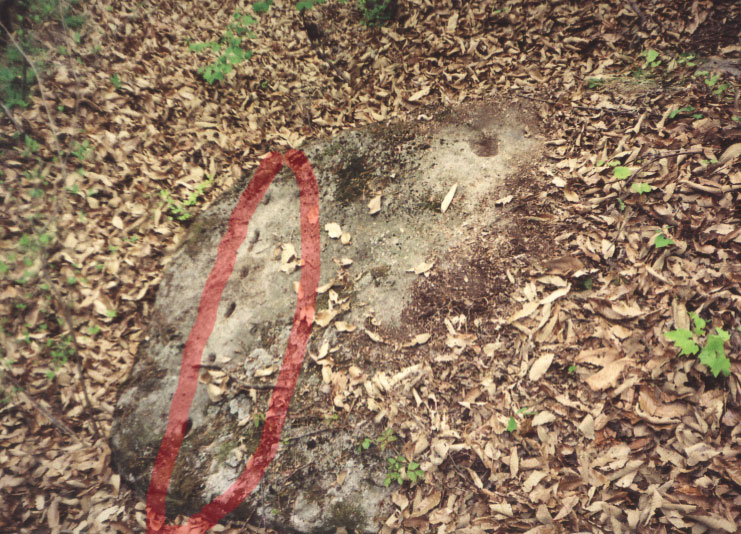
석토성 쐐기 성돌 채석
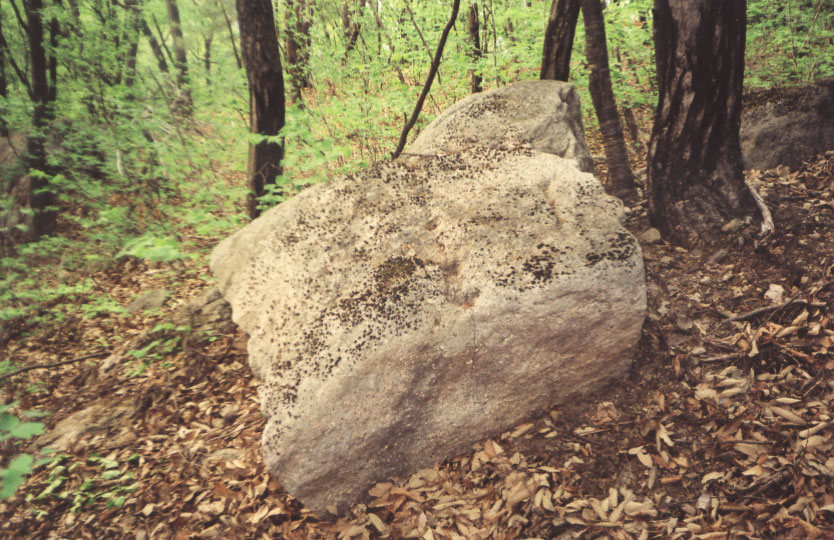
석토성 석축 부재
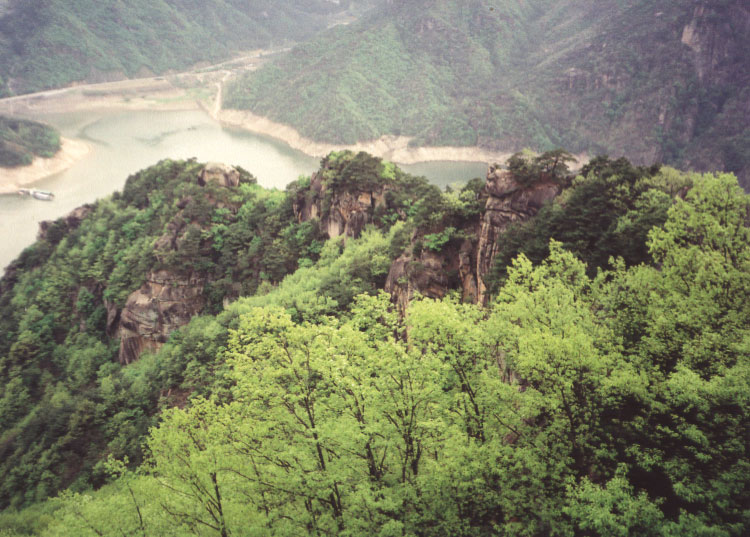
석봉 사이 석축한 석토성
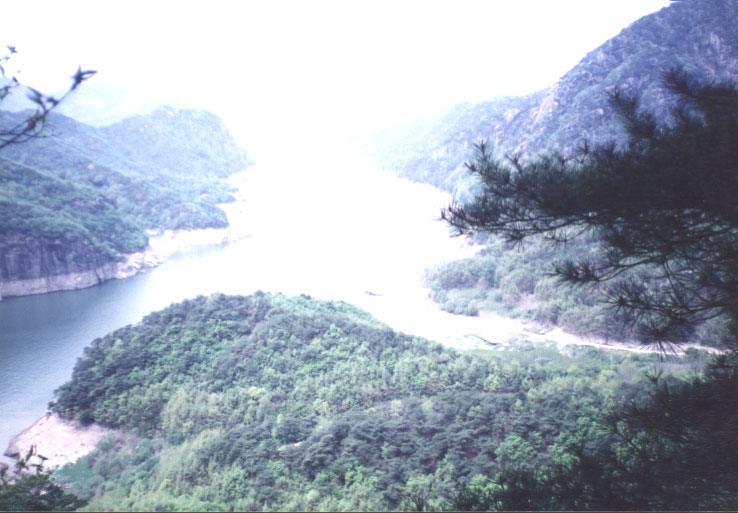
석토성에서 본 가혜진
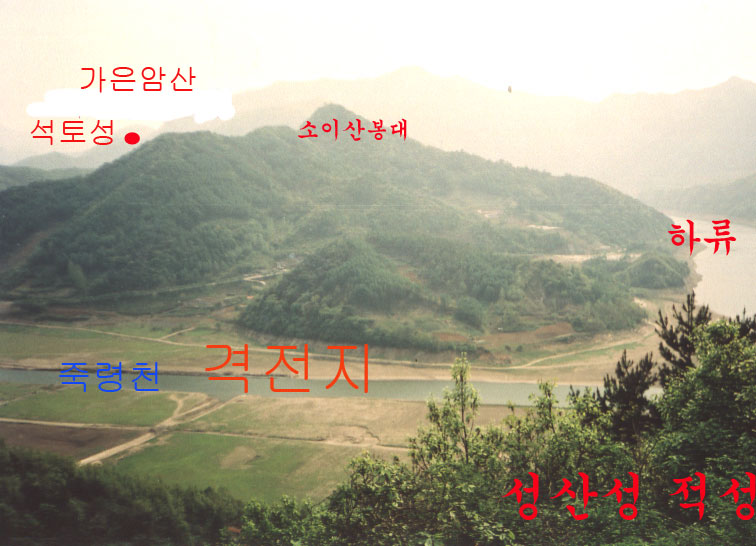
단양 적성 죽령천 격전지
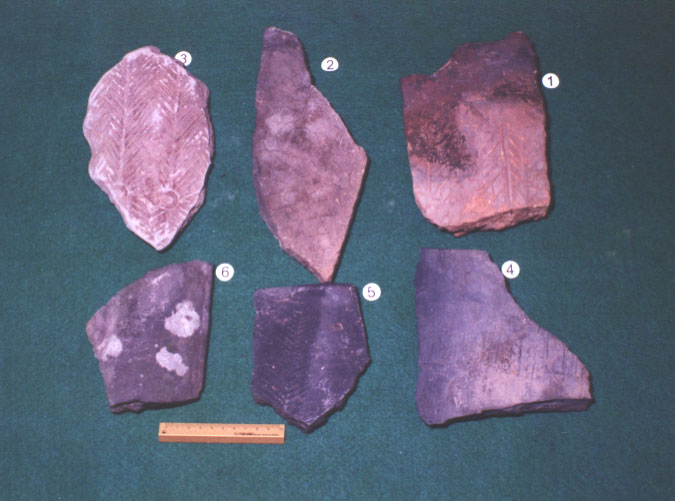
석토성 출토 와편
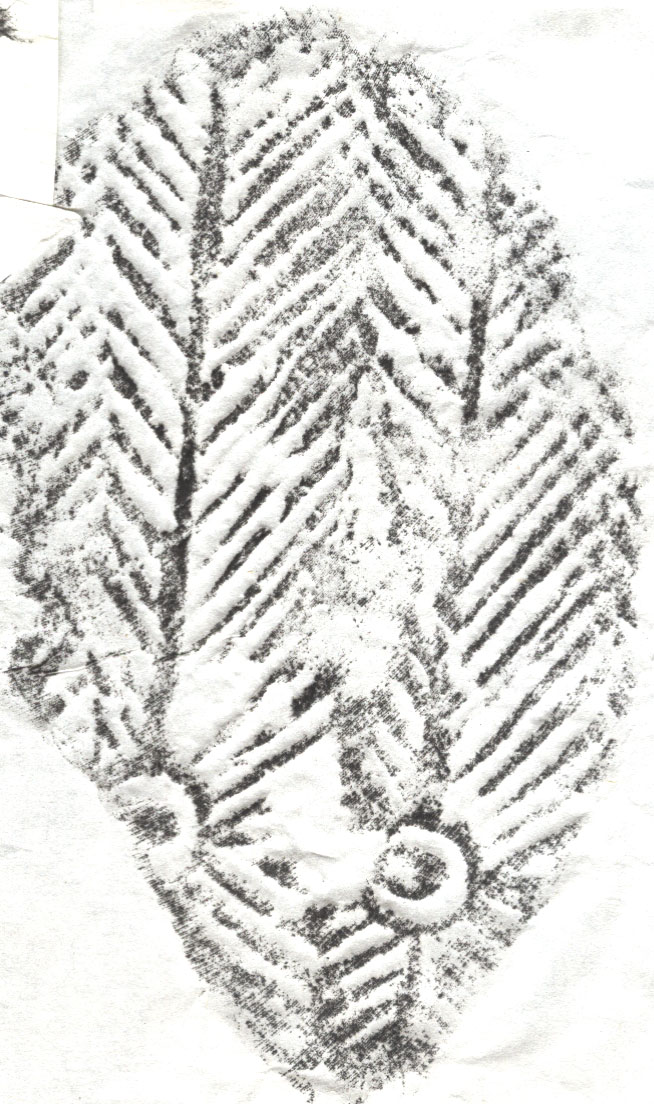
석토성 출토 와편 탁본

## 참고 문헌
- 김부식 (1145), 《삼국사기》 〈권28 백제본기 제육(百濟本紀第六) 의자왕(위키문헌 번역본)〉/(국사편찬위원회 > 한국사데이타베이스 번역본)